# Túnez en los Juegos Olímpicos de Seúl 1988
Túnez estuvo representado en los Juegos Olímpicos de Seúl 1988 por un total de 41 deportistas, 39 hombres y 2 mujeres, que compitieron en 6 deportes.
El portador de la bandera en la ceremonia de apertura fue el jugador de tenis de mesa Sofian Ben Letaif. El equipo olímpico tunecino no obtuvo ninguna medalla en estos Juegos.